# Karim Onisiwo
Karim Onisiwo né le 17 mars 1992 à Vienne en Autriche, est un footballeur international autrichien qui évolue au poste d'avant-centre au Red Bull Salzbourg.

## Biographie

### Débuts professionnels

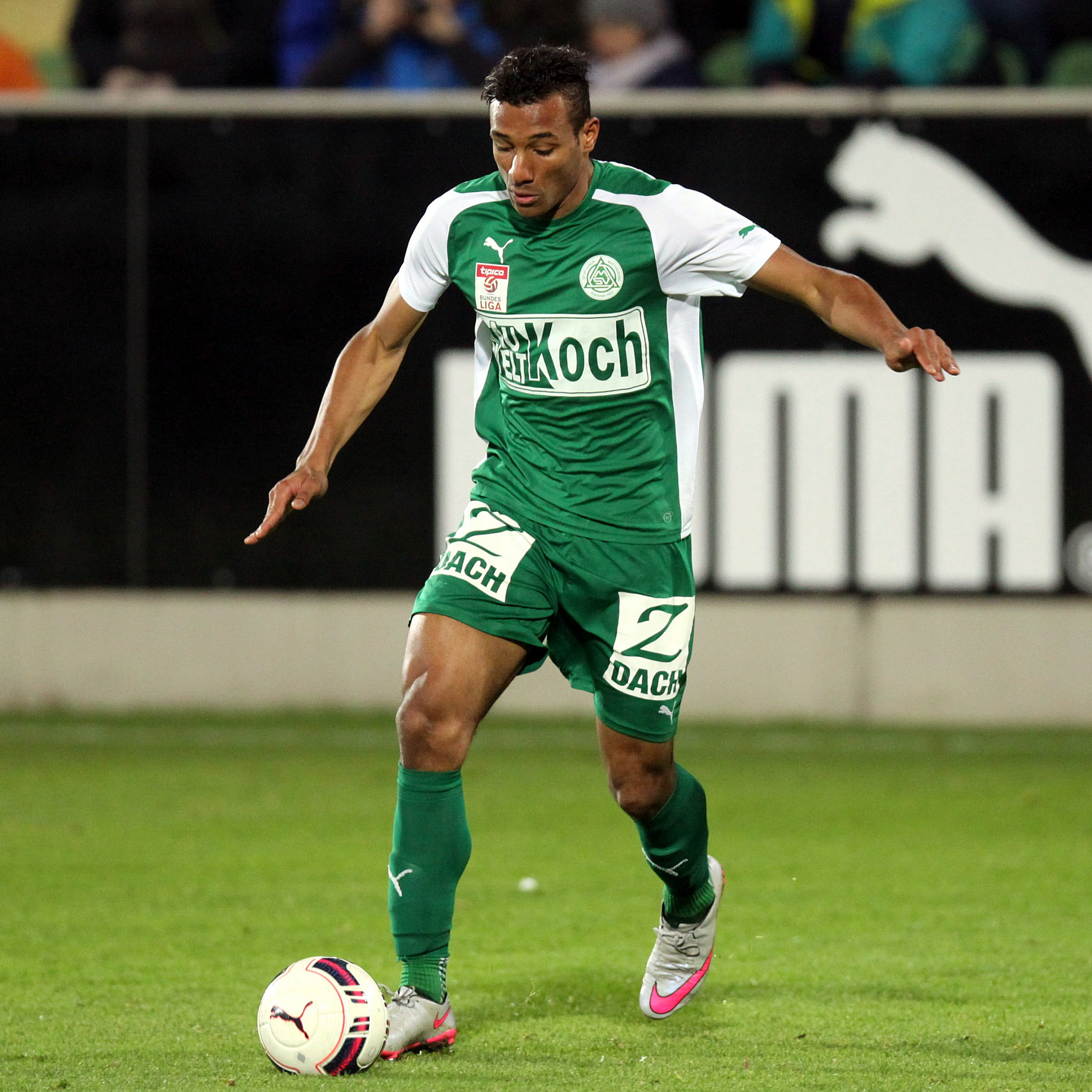
Karim Onisiwo sous les couleurs du SV Mattersburg en novembre 2015.

Natif de Vienne en Autriche, Karim Onisiwo passe par différents clubs de sa ville natale durant sa formation, et évolue ensuite dans les divisions inférieures du football autrichien, notamment au TSV Neumarkt (de) et à l'Austria Salzbourg (2005).
Courtisé par plusieurs clubs comme le SK Sturm Graz, Karim Onisiwo rejoint finalement le SV Mattersburg en juillet 2014.
Avec le SV Mattersburg, il s'illustre lors de la saison 2014-2015, en inscrivant un total de 18 buts en deuxième division autrichienne. Il est notamment l'auteur d'un triplé le 12 septembre, lors de la réception du FC Liefering (défaite 3-6), puis d'un doublé le 21 octobre, sur la pelouse de l'Austria Lustenau (3-3). 
Le SV Mattersburg se voit sacré champion à l'issue de la saison, obtenant ainsi la montée en première division.

### FSV Mayence
En janvier 2016, Karim Onisiwo rejoint le club allemand du FSV Mayence, mais un différend avec le SV Mattersburg freine le transfert, qui est finalement validé en février de la même année. Blessé à un orteil à son arrivée, Onisiwo joue son premier match le 16 mars 2016, contre le Borussia Dortmund en championnat. Son équipe s'incline sur le score de deux buts à zéro ce jour-là. Le 7 mai 2016, il inscrit son premier but pour Mayence, lors d'un déplacement sur la pelouse du VfB Stuttgart en championnat. Buteur ce jour-là, il délivre également une passe décisive pour Yunus Mallı, contribuant grandement à la victoire de son équipe (1-3).
Lors de la saison 2018-2019, il inscrit sept buts en Bundesliga avec l'équipe de Mayence. A cette occasion, il est l'auteur de son premier doublé en première division allemande, le 23 février, lors de la réception du FC Schalke 04 (victoire 3-0).
Le 28 mai 2021, Onisiwo prolonge son contrat avec Mayence de deux saisons, soit jusqu'en 2024.

### En équipe nationale
Le 17 novembre 2015, Karim Onisiwo honore sa première sélection avec l'équipe nationale d'Autriche face à la Suisse. Il entre en jeu à la place de Jakob Jantscher lors de cette rencontre qui voit les Autrichiens s'incliner sur le score de deux buts à un.

## Statistiques

### En club
| Saison                | Club                     | Championnat           | Championnat | Championnat | Coupe(s) nationale(s) | Coupe(s) nationale(s) | Compétition(s) continentale(s) | Compétition(s) continentale(s) | Compétition(s) continentale(s) | Playoff | Playoff | Total | Total |
| Saison                | Club                     | Division              | M.          | B.          | M.                    | B.                    | Comp.                          | M.                             | B.                             | M.      | B.      | M.    | B.    |
| 2011-2012             | TSV Neumarkt             | Regionalliga West     | 16          | 8           | 1                     | 0                     | -                              | -                              | -                              | -       | -       | 17    | 8     |
| Sous-total            | Sous-total               | Sous-total            | 16          | 8           | 1                     | 0                     | -                              | 0                              | 0                              | 0       | 0       | 17    | 8     |
| 2012-2013             | Austria Salzbourg (2005) | Regionalliga West     | 25          | 6           | 2                     | 0                     | -                              | -                              | -                              | -       | -       | 27    | 6     |
| 2013-2014             | Austria Salzbourg (2005) | Regionalliga West     | 30          | 12          | -                     | -                     | -                              | -                              | -                              | 2       | 0       | 32    | 12    |
| Sous-total            | Sous-total               | Sous-total            | 55          | 18          | 2                     | 0                     | -                              | 0                              | 0                              | 2       | 0       | 59    | 18    |
| 2014-2015             | SV Mattersburg           | Erste Liga            | 33          | 18          | 2                     | 0                     | -                              | -                              | -                              | -       | -       | 35    | 18    |
| 2015-2016             | SV Mattersburg           | Bundesliga            | 18          | 2           | 3                     | 1                     | -                              | -                              | -                              | -       | -       | 21    | 3     |
| Sous-total            | Sous-total               | Sous-total            | 51          | 20          | 5                     | 1                     | -                              | 0                              | 0                              | 0       | 0       | 56    | 21    |
| 2015-2016             | FSV Mayence              | Bundesliga            | 9           | 1           | -                     | -                     | -                              | -                              | -                              | -       | -       | 9     | 1     |
| 2016-2017             | FSV Mayence              | Bundesliga            | 16          | 1           | 2                     | 0                     | C3                             | 3                              | 0                              | -       | -       | 21    | 1     |
| 2017-2018             | FSV Mayence              | Bundesliga            | 8           | 0           | 2                     | 0                     | -                              | -                              | -                              | -       | -       | 10    | 0     |
| 2018-2019             | FSV Mayence              | Bundesliga            | 26          | 7           | 1                     | 0                     | -                              | -                              | -                              | -       | -       | 27    | 7     |
| 2019-2020             | FSV Mayence              | Bundesliga            | 32          | 4           | 1                     | 0                     | -                              | -                              | -                              | -       | -       | 33    | 4     |
| 2020-2021             | FSV Mayence              | Bundesliga            | 31          | 4           | 1                     | 0                     | -                              | -                              | -                              | -       | -       | 32    | 4     |
| 2021-2022             | FSV Mayence              | Bundesliga            | 31          | 5           | 2                     | 2                     | -                              | -                              | -                              | -       | -       | 33    | 7     |
| 2022-2023             | FSV Mayence              | Bundesliga            | 31          | 10          | 3                     | 0                     | -                              | -                              | -                              | -       | -       | 34    | 10    |
| 2023-2024             | FSV Mayence              | Bundesliga            | 16          | 0           | 2                     | 0                     | -                              | -                              | -                              | -       | -       | 18    | 0     |
| Sous-total            | Sous-total               | Sous-total            | 200         | 32          | 14                    | 2                     | -                              | 3                              | 0                              | 0       | 0       | 217   | 34    |
| Total sur la carrière | Total sur la carrière    | Total sur la carrière | 322         | 78          | 22                    | 3                     | -                              | 3                              | 0                              | 2       | 0       | 349   | 81    |

## Palmarès
SV Mattersburg
- Champion d'Autriche de deuxième division (1) :
  - Champion : 2015.